# Битка код Бремила
Битка код Бремила вођена је 20. августа 1119. године између Енглеске и Француске краљевине. Завршена је победом Енглеске.

## Битка
Енглески краљ Хенри I са војском од свега 500 Англо-Нормана напао је бројчано слабију француску војску (око 400 људи) под краљем Лујем VI. Битка је остала упамћена у војној историји по томе што су англо-нормански витезови сјахали и започели борбу као пешаци. Тиме је створена тактика која ће се касније редовно примењивати. Победу у бици код Бремила однели су Енглези, а обострани губици нису били велики.